# Naval Officers of World War I
Naval Officers of World War I (Marineoffiziere des Ersten Weltkriegs) ist ein Gemälde von Arthur Stockdale Cope (1857–1940) aus dem Jahr 1921. Es befindet sich heute in der National Portrait Gallery in London. Arthur Stockdale Cope galt als einer der bedeutendsten britischen Porträt-Maler seiner Zeit. Die ursprüngliche Bezeichnung für das Gemälde war Some Sea Officers of the Great War (Einige Marineoffiziere des Großen Krieges).

## Vorgeschichte

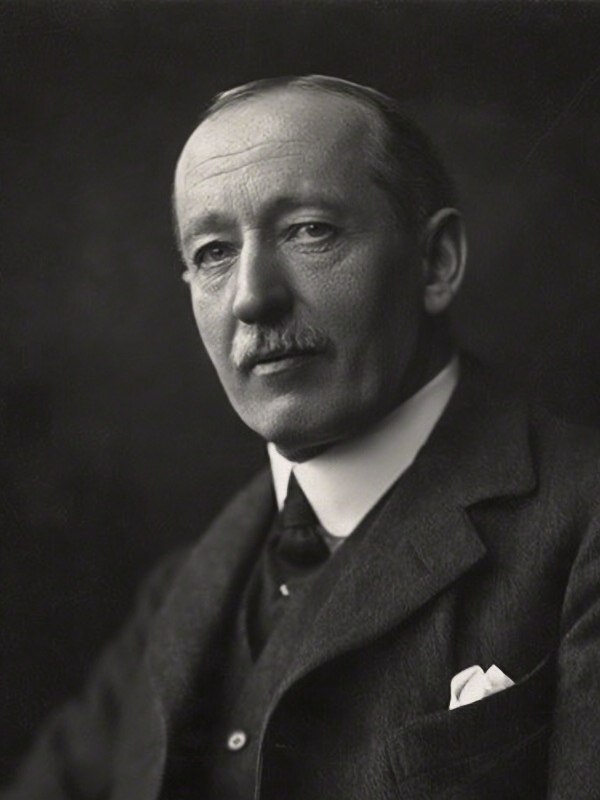
Arthur Stockdale Cope um 1910

Kurz nach Ende des Ersten Weltkriegs gab der südafrikanische Finanzier Abraham Bailey (1864–1940) bei der National Portrait Gallery in London drei lebensgroße Gruppenporträts in Auftrag, die die große Bedeutung der Armee, der Marine und der Politiker Großbritanniens für den Sieg im Weltkrieg würdigen sollten. Bailey bot an, 5000 £ (heute etwa 310.000 £) für jedes der drei Gemälde zu zahlen und sie nach der Fertigstellung der National Portrait Gallery als Schenkung zu überlassen. Der Vorsitzende des Kuratoriums, Harold Arthur Lee-Dillon, schickte im Januar 1919 einen Brief an Arthur Stockdale Cope und bat ihn darin, ein Gemälde mit den wichtigsten Staatsmännern des britischen Empires während des Großen Krieges anzufertigen. 
Bereits zwei Tage später antwortete Cope und bedankte sich für das Angebot, eines der Gruppenporträts malen zu dürfen. Er zeigte sich allerdings unzufrieden mit der ihm zugedachten Personengruppe und bat darum, die Marineoffiziere porträtieren zu dürfen. Als Begründung nannte er seine persönliche Verbundenheit mit höheren Dienstgraden der Streitkräfte und im Speziellen mit der Marine. Er gab auch zu, dass die Politik ihn wenig interessiere. Das Kuratorium gewährte Cope diesen Wunsch. Vor ihm hatte bereits John Singer Sargent, der Porträtist von General Officers of World War I, abgelehnt, das Gruppenbild mit den Staatsmännern zu malen. Schließlich erklärte sich James Guthrie bereit, das Gemälde Statesmen of World War I mit den führenden Politikern des Ersten Weltkriegs  anzufertigen. Alle drei Gruppenporträts sind noch heute Teil der Sammlung der National Portrait Gallery.

## Vorarbeiten

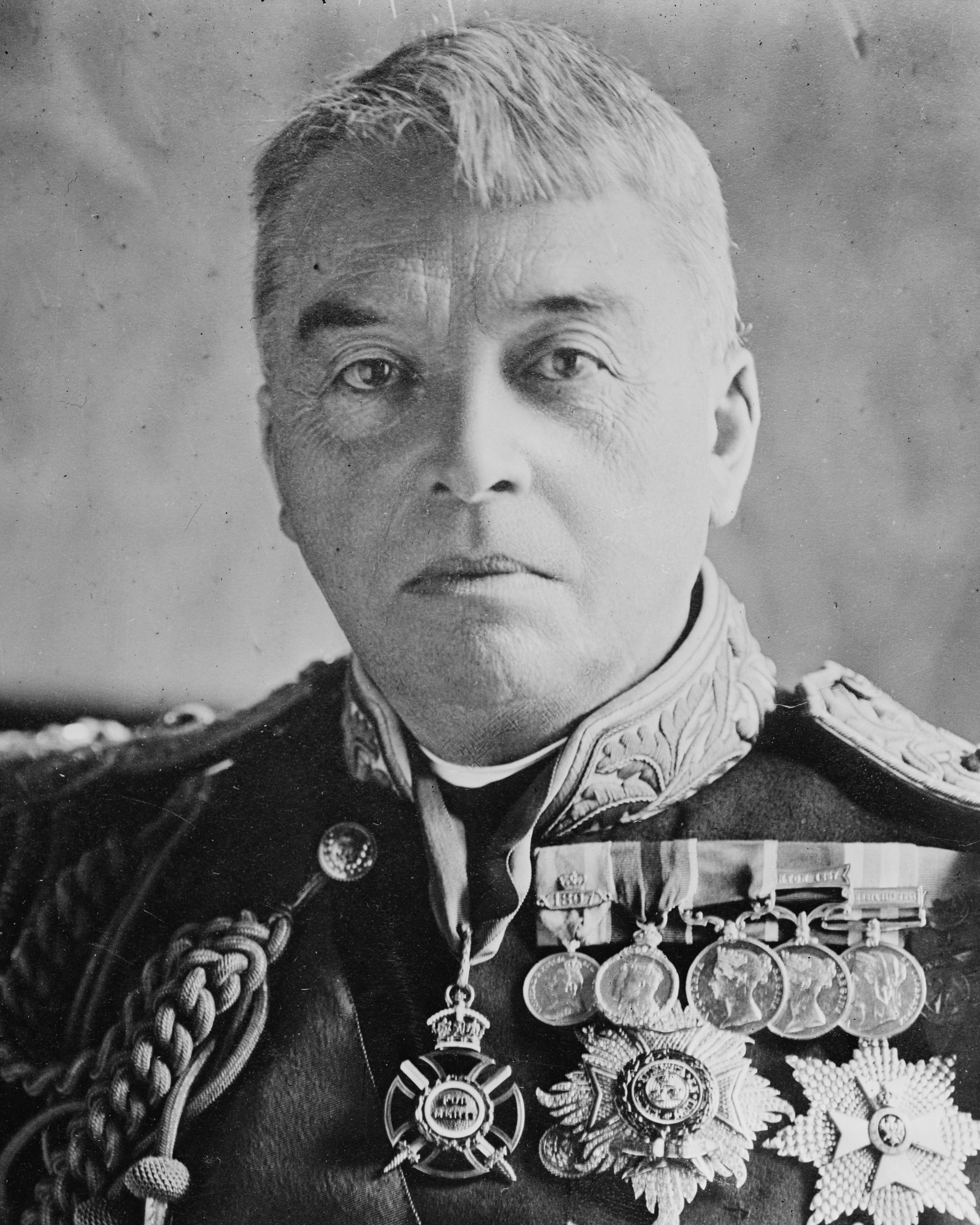
First Sea Lord John Fisher, 1. Baron Fisher (1915)

Eine Liste der zu malenden Marineoffiziere wurde von Kuratoriumsmitgliedern unter Beteiligung von Abraham Bailey, dem Stifter der drei Gruppenporträts, erstellt. 
Sie umfasste zweiundzwanzig Personen, darunter Konteradmiräle (Rear-Admirals), Vizeadmiräle (Vice-Admirals), Admiräle, Flottenadmiräle (Admirals of the Fleet), Oberbefehlshaber (Commanders-in-Chief) und Erste Seelords (First Sea Lords). Bemerkenswert ist, dass zwei der First Sea Lords, John Fisher, 1. Baron Fisher und Henry Bradwardine Jackson, nicht berücksichtigt wurden, was bei der ersten Präsentation des Gemäldes auf Unverständnis gestoßen ist. Fisher war bis 1910 First Sea Lord und wurde bei Ausbruch des Ersten Weltkrieges 1914 zurückberufen. Nach Auseinandersetzungen mit seinem Vorgesetzten Winston Churchill, dem First Lord of the Admiralty, über die taktische Vorgehensweise der britischen Streitkräfte in der Schlacht von Gallipoli trat Fisher 1915 aus Protest von seinem Amt zurück und verzichtete auf jede weitere militärische Einflussnahme. Vermutlich wollte er daher auch auf dem Gruppenporträt nicht dargestellt werden. Ein Grund für die Absenz von Jackson könnte der fehlende Platz auf dem Gemälde sein. 
Das Kuratorium organisierte für alle drei Gruppenporträts Sitzungen mit den Dargestellten. Cope, Sargent und Guthrie fertigten zwischen 1919 und 1921 zahlreiche Bleistiftzeichnungen und Studien in Ölfarbe an. Im Gegensatz zu den Generälen und Staatsmännern sind von den Skizzen der Marineoffiziere nur wenige in Museen erhalten geblieben. Einige könnten sich auch in privaten Sammlungen befinden.
Porträtstudien (Auswahl)

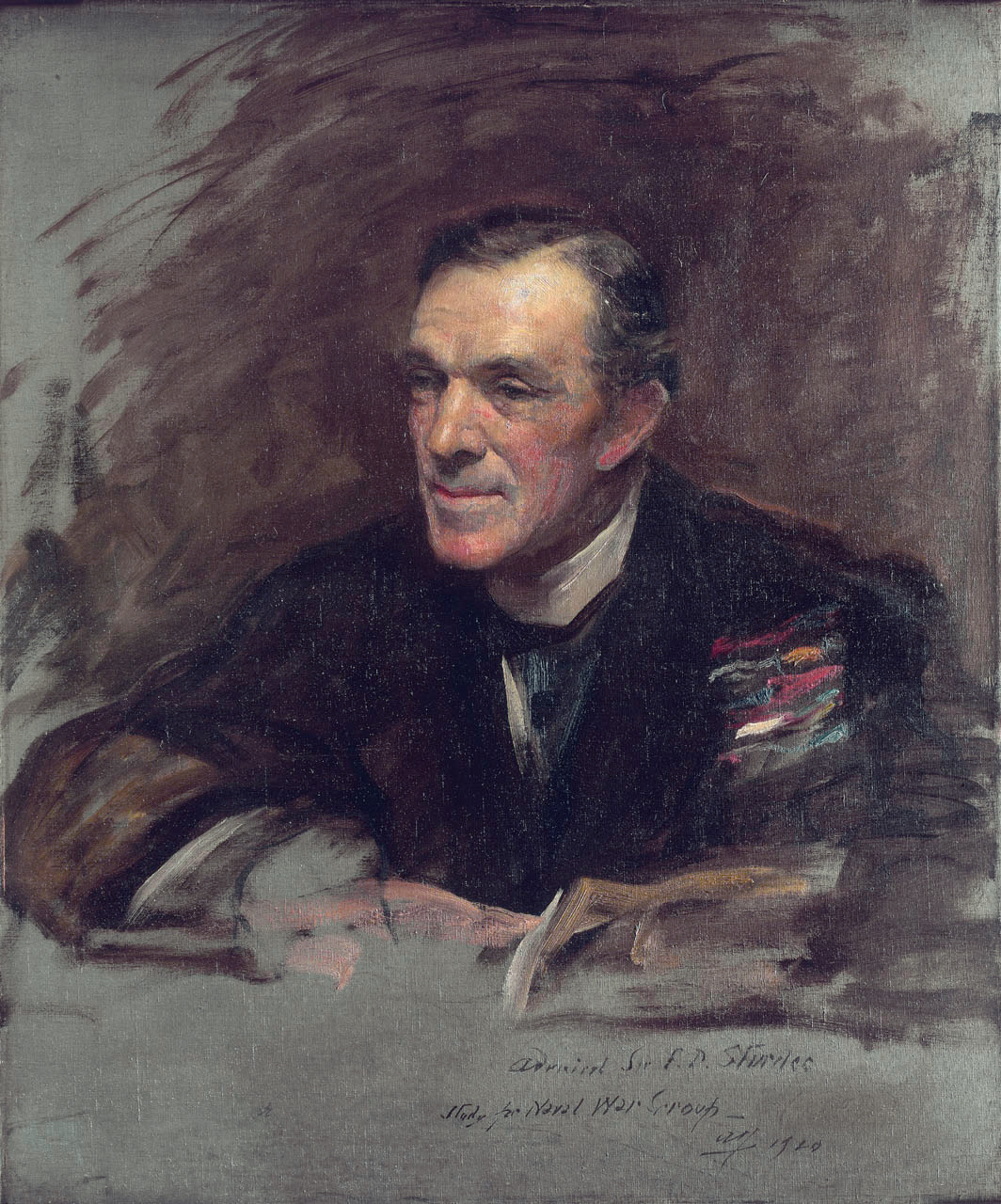
Frederik Doveton Sturdee
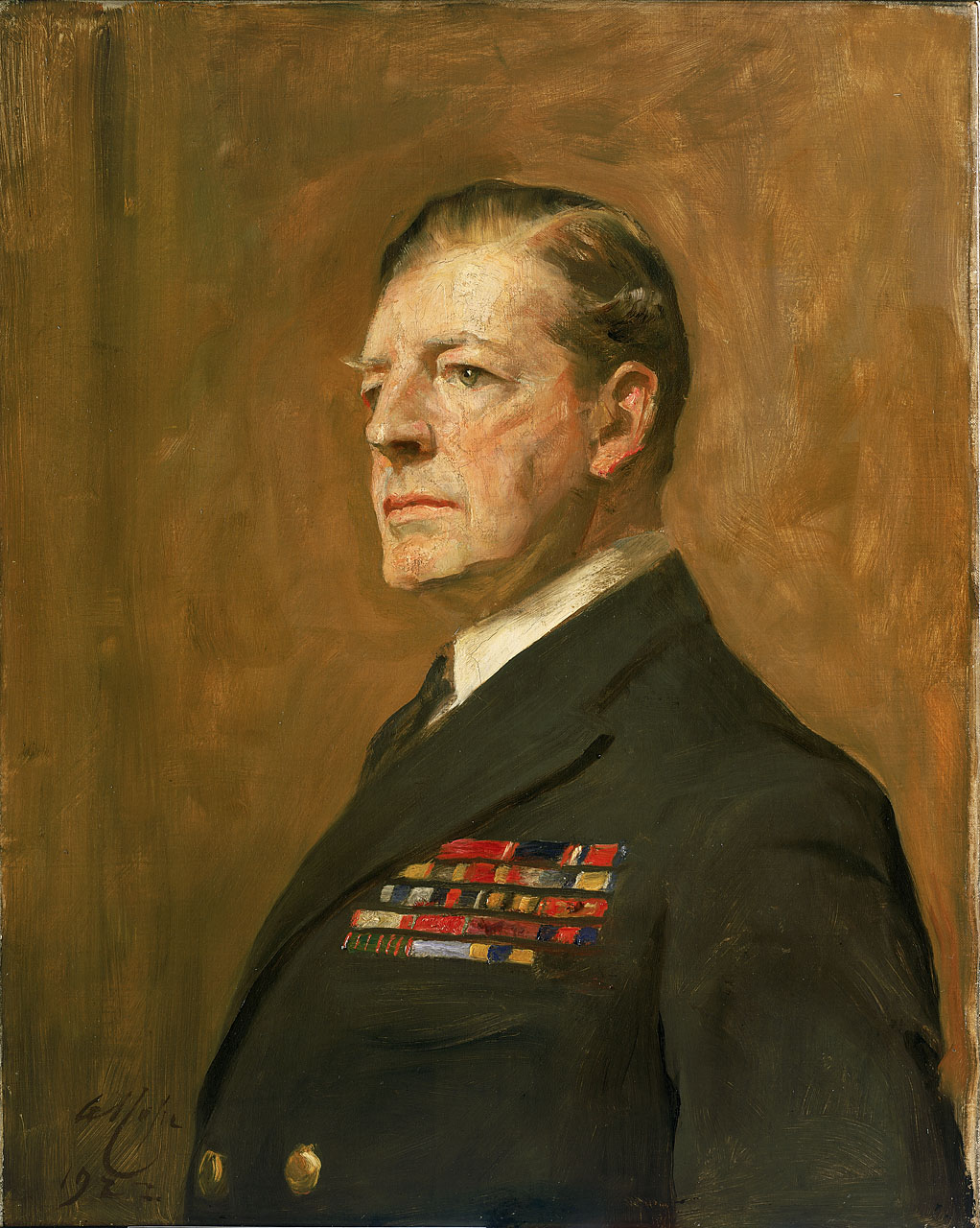
David Beatty, 1. Earl Beatty
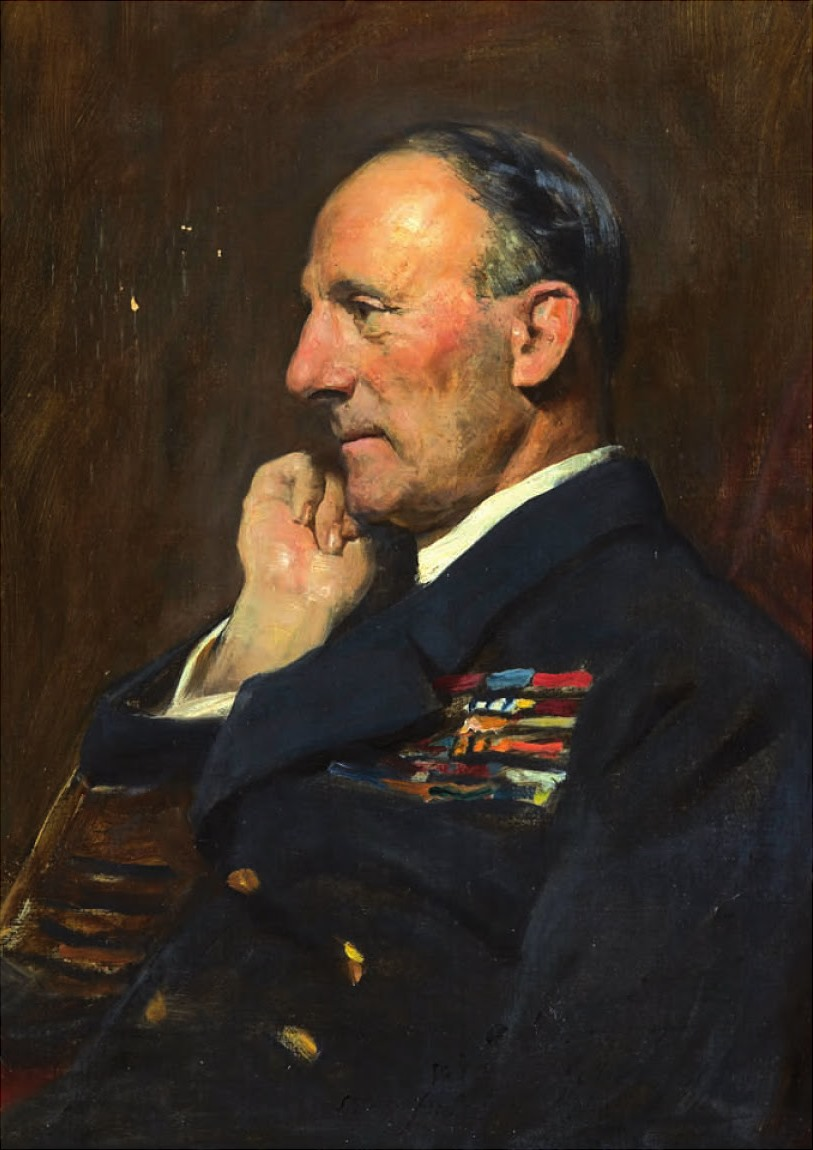
John Jellicoe, 1. Earl Jellicoe

## Fertigstellung

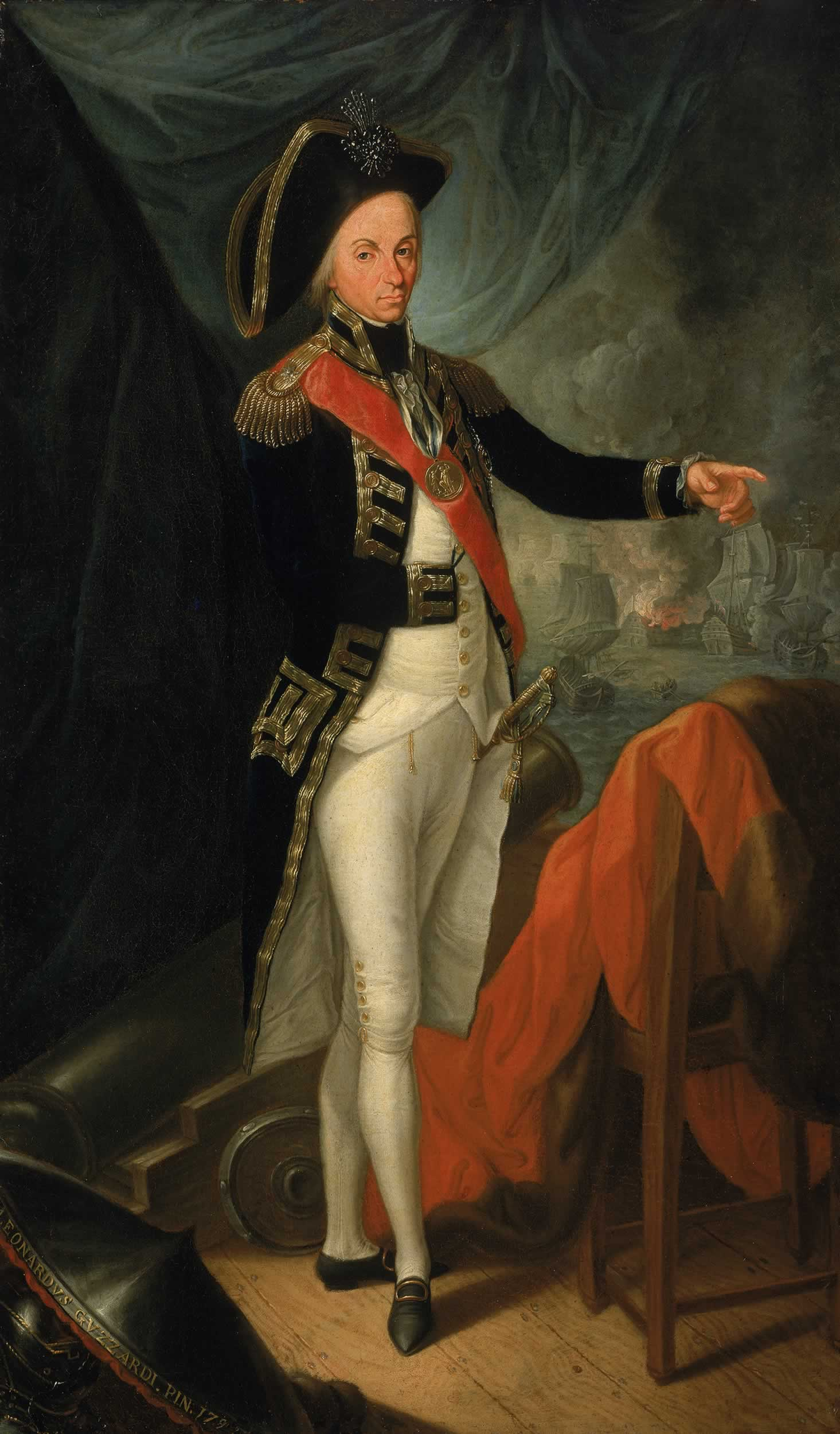
Lord Nelson von Leonardo Guzzardi (um 1800)

Arthur Stockdale Cope vollendete sein Gruppenporträt bereits im Jahr 1921. John Singer Sargent benötigte ein Jahr länger für die Fertigstellung. James Guthrie konnte sein Gemälde aufgrund von zahlreichen Unterbrechungen durch Krankheit erst im Jahr 1930 zu einem Abschluss bringen. In ihren Porträts arrangierten Cope und Guthrie die Marineoffiziere und Staatsmänner lebhaft und in Bezug zueinander. Sargent entschloss sich, kein ähnliches Erzählmotiv einzuführen. Er gruppierte vielmehr die Einzelporträts nebeneinander, ohne eine Beziehung zwischen den Figuren herzustellen.
Im Gegensatz zu Sargent und Guthrie, die ihre Figuren in einem fiktiven Raum positionierten, wählte Cope ein reale Kulisse für die Versammlung der Marineoffiziere. Das Treffen ereignet sich im Admiralty Board Room des Old Admiralty Office in Whitehall, City of Westminster. Der Raum besitzt heute noch die nahezu ursprüngliche Ausstattung aus dem Jahr 1725, in dem der Architekt Thomas Ripley das Admiralitätsgebäude fertiggestellt hat. An der Wand befindet sich ein Windzifferblatt aus dem 18. Jahrhundert, umgeben von nautischen Schnitzereien aus Lindenholz. Das Zifferblatt war mechanisch mit einer Metallfahne auf dem Dach verbunden, so dass die höheren Offiziere während ihrer Besprechungen immer die Windrichtung ablesen konnten. An der linken Wand hängt noch immer Leonardo Guzzardis Porträt von Lord Nelson. 
In diesem Raum wurden die Depeschen von Nelson und anderen Marinebefehlshabern gelesen, darunter auch jene vom Sieg in der Schlacht von Trafalgar und von Nelsons Tod. Im Ersten Weltkrieg fanden nach Aussage eines Marinekorrespondenten in diesem Zimmer keinerlei Beratungen oder Konferenzen statt. Wichtige Probleme wurden fast immer im Raum des Chefs oder des stellvertretenden Chefs des Marinestabes erörtert, weil dort die notwendigen Karten und Dokumente zur Verfügung standen. Wahrscheinlich haben einige der abgebildeten Offiziere niemals das Admiralty Board Room betreten. Aufgrund des historischen Bezugs wählte Cope trotzdem dieses Zimmer als Kulisse für sein Gruppenporträt.
Von den zweiundzwanzig Marineoffizieren sind fünfzehn stehend und sieben sitzend dargestellt. Zentral im Vordergrund steht Flottenadmiral David Beatty, 1. Earl Beatty, Oberbefehlshaber der Grand Fleet. Ganz rechts sitzt sein Vorgänger als Oberbefehlshaber, Flottenadmiral John Jellicoe, 1. Earl Jellicoe, der von 1916 bis 1917 First Sea Lord war. Ähnlich exponiert wie Beatty steht am rechten Bildrand der letzte First Sea Lord des Krieges, Flottenadmiral Rosslyn Wemyss, 1. Baron Wester Wemyss. Links tief im Raumhintergrund stehen die drei Offiziere, die den Seekrieg nicht überlebt haben: Konteradmiral Robert Arbuthnot, 4. Baronet, Admiral Christopher Cradock und Konteradmiral Horace Hood. Auf diese drei scheint Lord Nelson aus seinem Gemälde herabzublicken.
Das Gemälde wurde 1921 erstmals in der National Portrait Gallery ausgestellt und verblieb dort bis in die 1960er Jahre. Aufgrund seines schlechten Zustands war es dann 
mehrere Jahrzehnte lang nicht mehr zu sehen. Nach einer Restaurierung wurde es im Mai 2014 zur Erinnerung an den 100. Jahrestag des Beginns des Ersten Weltkriegs wieder der Öffentlichkeit zugänglich gemacht. Heute befindet sich das Werk zusammen mit den beiden anderen Gruppenporträts in Raum 31 (Britain 1914–59).
Admiralty Board Room

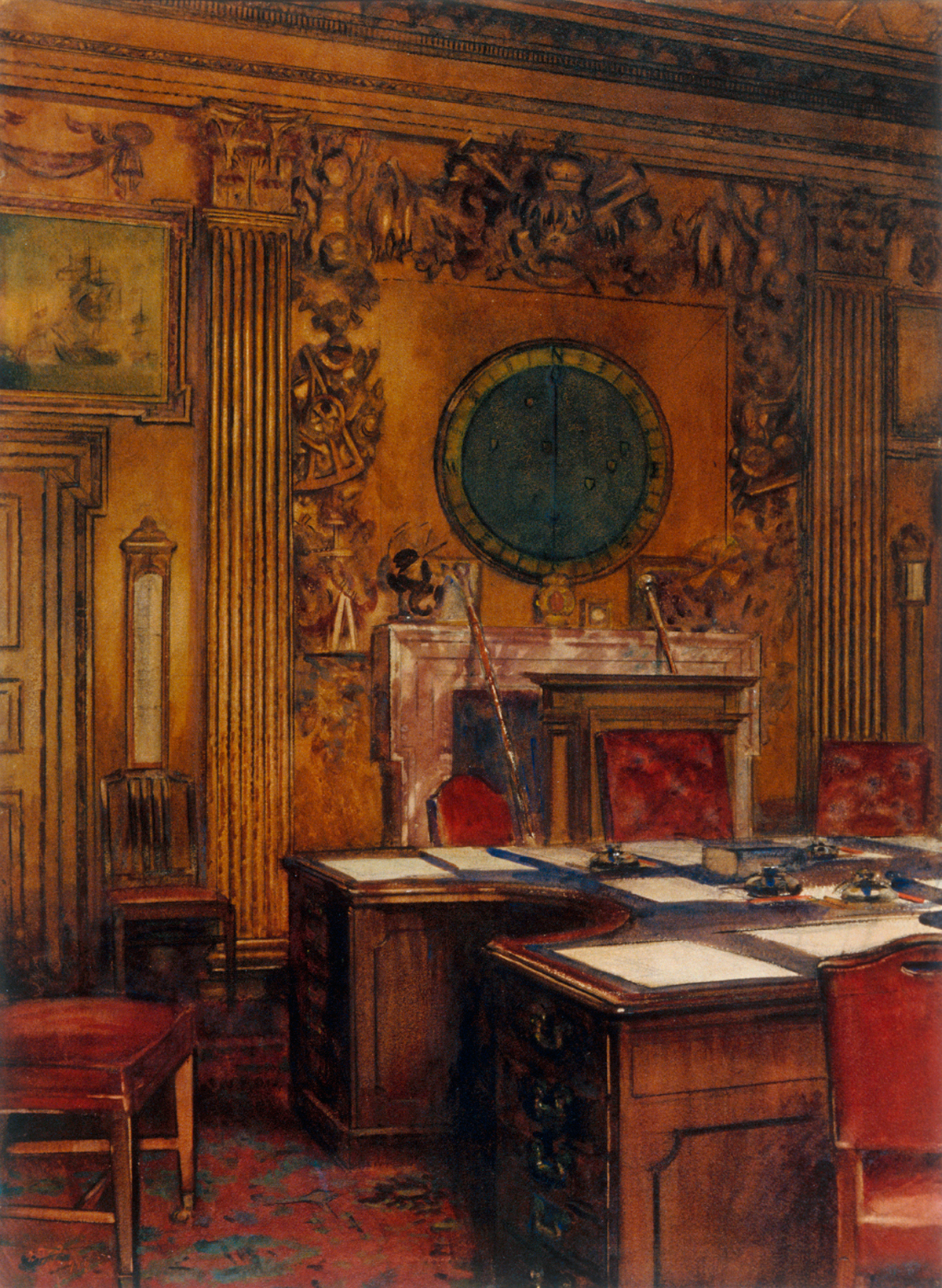
Wandvertäfelung
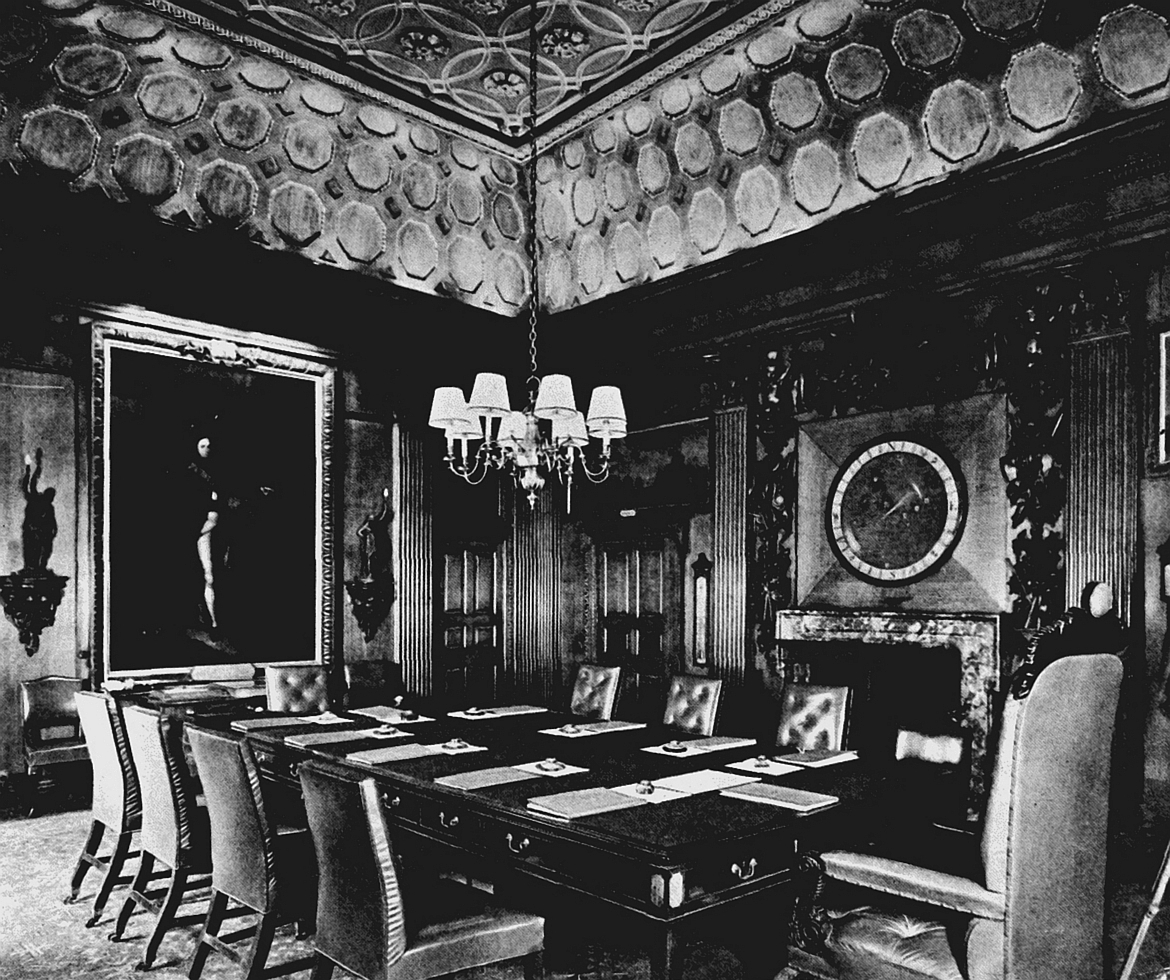
Lord Nelson links
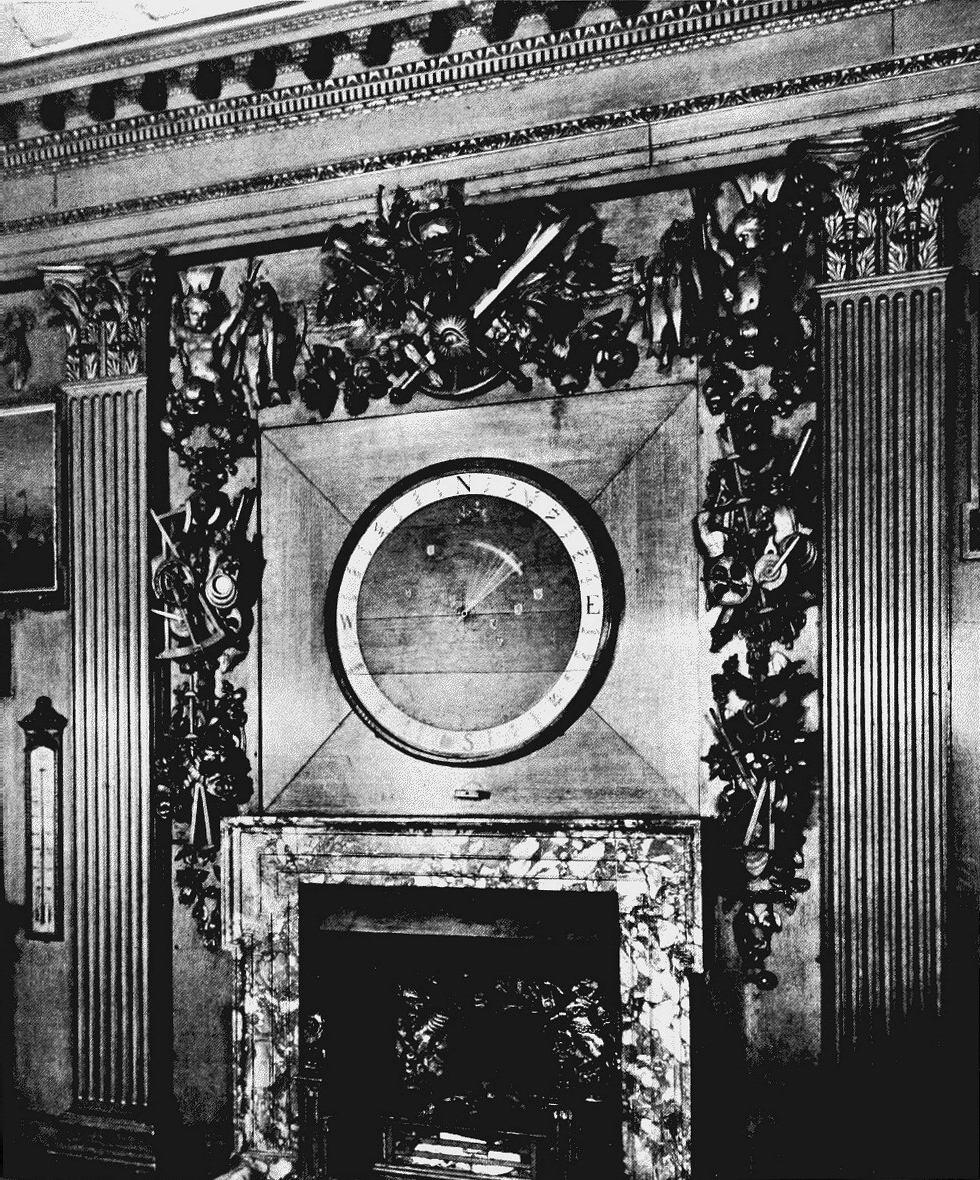
Windzifferblatt

## Die Marineoffiziere des Großen Krieges

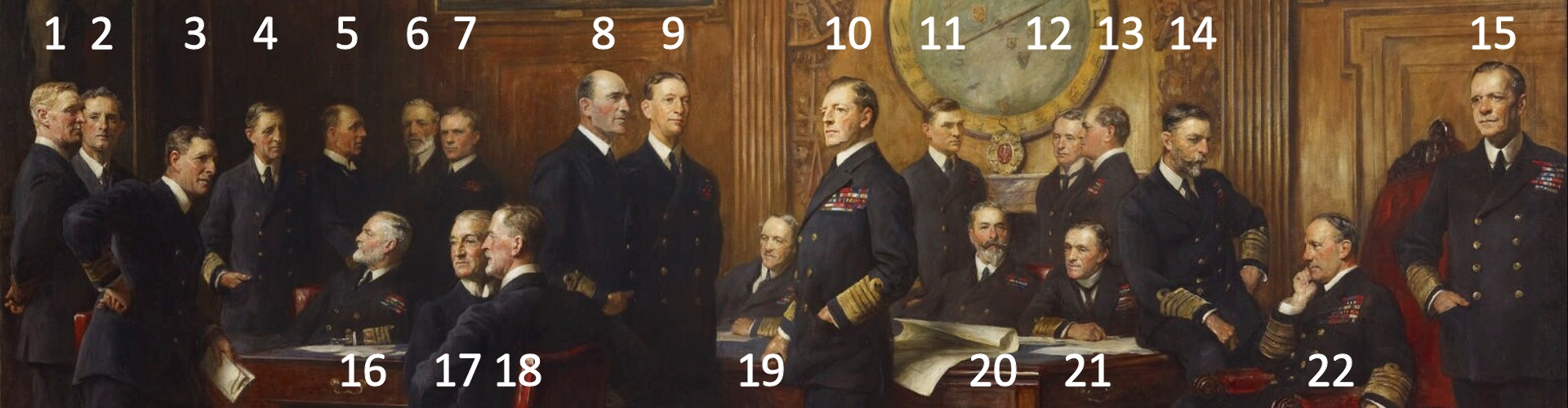
Detail mit den abgebildeten Admirälen

Von links nach rechts stehend abgebildet sind:
1. Admiral Sir Edwyn Alexander-Sinclair, Kommandeur der 1. Light Cruiser Squadron (Leichte-Kreuzer-Geschwader) von 1915 bis 1917 und Kommandeur der 6. Light Cruiser Squadron ab 1917.
2. Admiral Sir Walter Henry Cowan, 1. Baronet, Kommandeur der 1. Light Cruiser Squadron ab 1917.
3. Admiral of the Fleet Sir Osmond Brock, Stabschef der Grand Fleet von 1916 bis 1919.
4. Admiral Sir William Goodenough, Kommandeur der 2. Light Cruiser Squadron von 1913 bis 1916.
5. Rear-Admiral Sir Robert Arbuthnot, 4. Baronet, Kommandeur der 1. Light Cruiser Squadron von 1915 bis zu seinem Tod 1916 in der Skagerrakschlacht.
6. Admiral Sir Christopher Cradock, Oberbefehlshaber der North America and West Indies Station bis zu seinem Tod 1914 im Seegefecht bei Coronel.
7. Rear-Admiral Sir Horace Hood, Kommandeur der 3. Battlecruiser Squadron (Schlachtkreuzer-Geschwader) von 1915 bis zu seinem Tod 1916 in der Skagerrakschlacht.
8. Admiral of the Fleet Sir Reginald Tyrwhitt, 1. Baronet, Kommandeur der Zerstörer-Flottille der Harwich Force.
9. Admiral of the Fleet Roger Keyes, 1. Baron Keyes, Kommandeur der Dover Patrol ab 1918.
10. Admiral of the Fleet David Beatty, 1. Earl Beatty, Kommandeur der 1. Battlecruiser Squadron von 1913 bis 1916, anschließend Oberbefehlshaber der Grand Fleet.
11. Vice-Admiral Sir Trevylyan Napier, Kommandeur der 2. Light Cruiser Squadron von 1914 bis 1915, Kommandeur der 3. Light Cruiser Squadron von 1915 bis 1917, Kommandeur der 1. Light Cruiser Squadron 1917 und Kommandeur der Light Cruiser Force 1918.
12. Admiral Sir Hugh Evan-Thomas, Kommandeur der 5. Battle Squadron (Schlachtschiff-Geschwader) von 1915 bis 1918.
13. Admiral Sir Arthur Leveson, Kommandeur der Australian Fleet von 1917 bis 1918.
14. Admiral of the Fleet Sir Charles Madden, 1. Baronet, Stabschef der Grand Fleet von 1914 bis 1916, Kommandeur der 1. Battle Squadron ab 1916.
15. Admiral of the Fleet Rosslyn Wemyss, 1. Baron Wester Wemyss, First Sea Lord von 1917 bis 1919.

Von links nach rechts sitzend abgebildet sind:
1. Admiral Sir Montague Browning, Kommandeur der 3. Cruiser Squadron bis 1916, Oberbefehlshaber der North America and West Indies Station von 1916 bis 1918, Kommandeur der 4. Battle Squadron ab 1918.
2. Admiral of the Fleet Sir John de Robeck, 1. Baronet, Kommandeur in den Dardanellen von 1915 bis 1916, Kommandeur der 2. Battle Squadron ab 1916.
3. Admiral Sir William Pakenham, Kommandeur der 2. Battlecruiser Squadron von 1915 bis 1916, Kommandeur der Australian Fleet von 1916 bis 1917 und Kommandeur der Battle Cruiser Fleet ab 1917.
4. Admiral of the Fleet Sir Cecil Burney, 1. Baronet, Kommandeur der Channel Fleet (Kanalflotte) 1914, Kommandeur der 1. Battle Squadron von 1914 bis 1916, Second Sea Lord von 1916 bis 1917 und Flag Officer Scotland and Northern Ireland ab 1917.
5. Admiral of the Fleet Prince Louis of Battenberg, First Sea Lord von 1912 bis 1914.
6. Admiral of the Fleet Sir Frederik Doveton Sturdee, 1. Baronet, Kommandeur im Seegefecht bei den Falklandinseln 1914 und der 4. Battle Squadron.
7. Admiral of the Fleet John Jellicoe, 1. Earl Jellicoe, Oberbefehlshaber der Grand Fleet von 1914 bis 1916, First Sea Lord von 1916 bis 1917.

## Rezeption

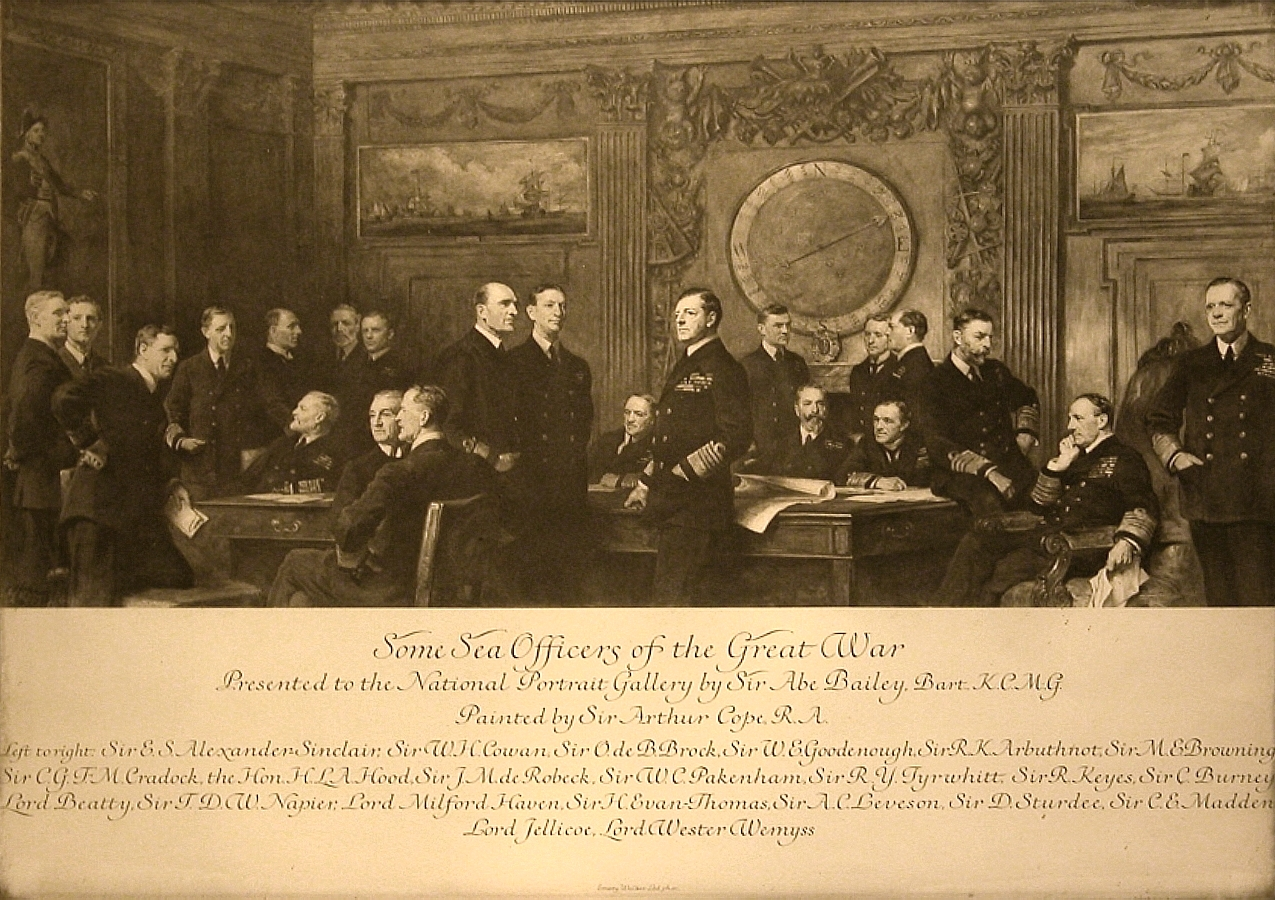
Emery Walker: Some Sea Officers of the Great War

Das Gruppenporträt wurde offenbar, wie von Abraham Bailey gewünscht, reproduziert und verbreitet. Eine 46 cm hohe und 31 cm breite Fotogravur befindet sich in Chartwell, dem ehemaligen Landsitz von Winston Churchill in Kent, der heute ein Museum des National Trust beherbergt. Die Schwarz-weiß-Abbildung wird mit Some Sea Officers of the Great War bezeichnet. Die Bildunterschrift gibt Abe Bailey als Stifter und Arthur Cope als Künstler an.

## Weitere Gemälde aus der Serie
Abraham Bailey hatte bei der National Portrait Gallery noch zwei weitere Gruppenporträts in Auftrag gegeben:

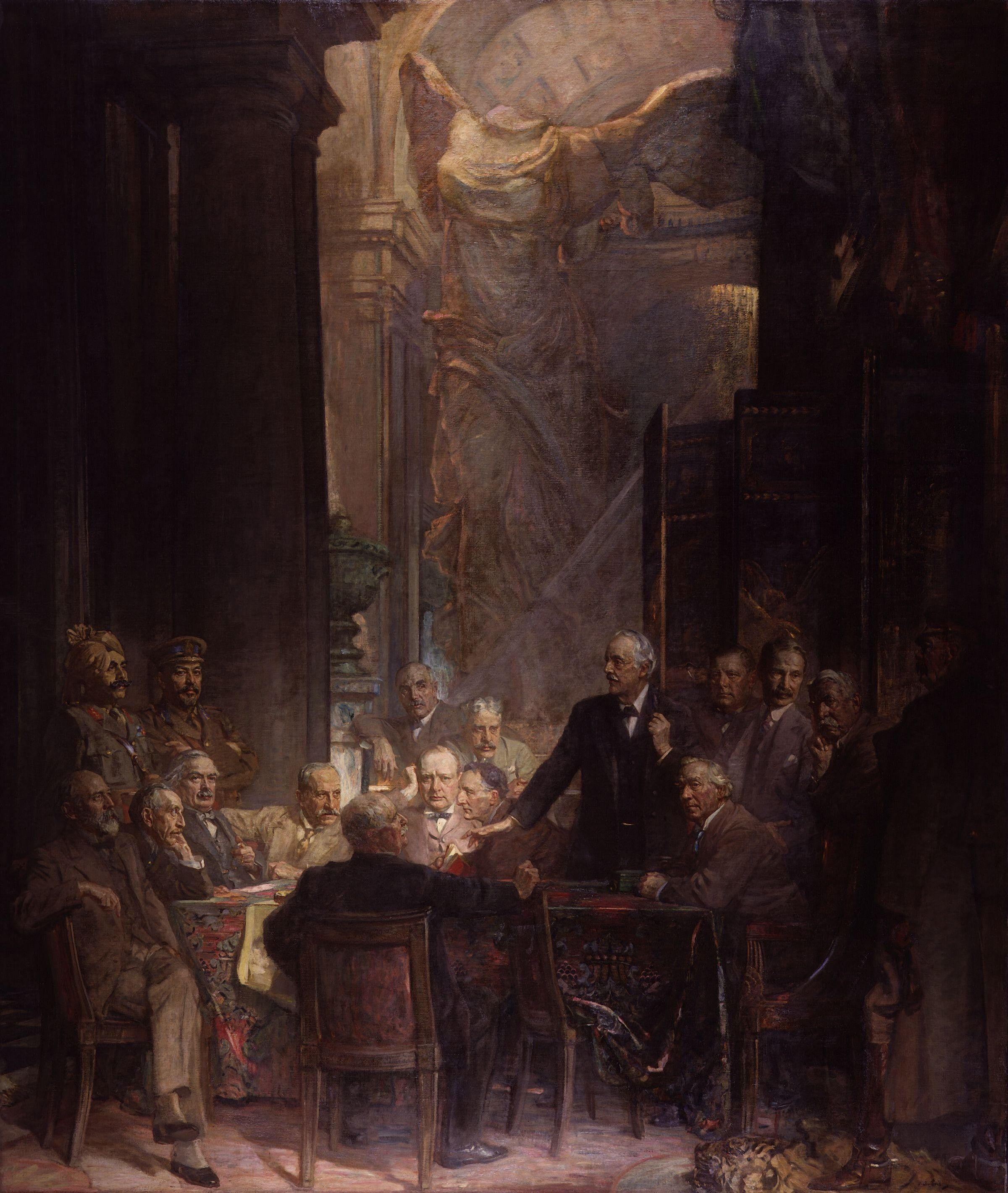
James Guthrie: Statesmen of World War I
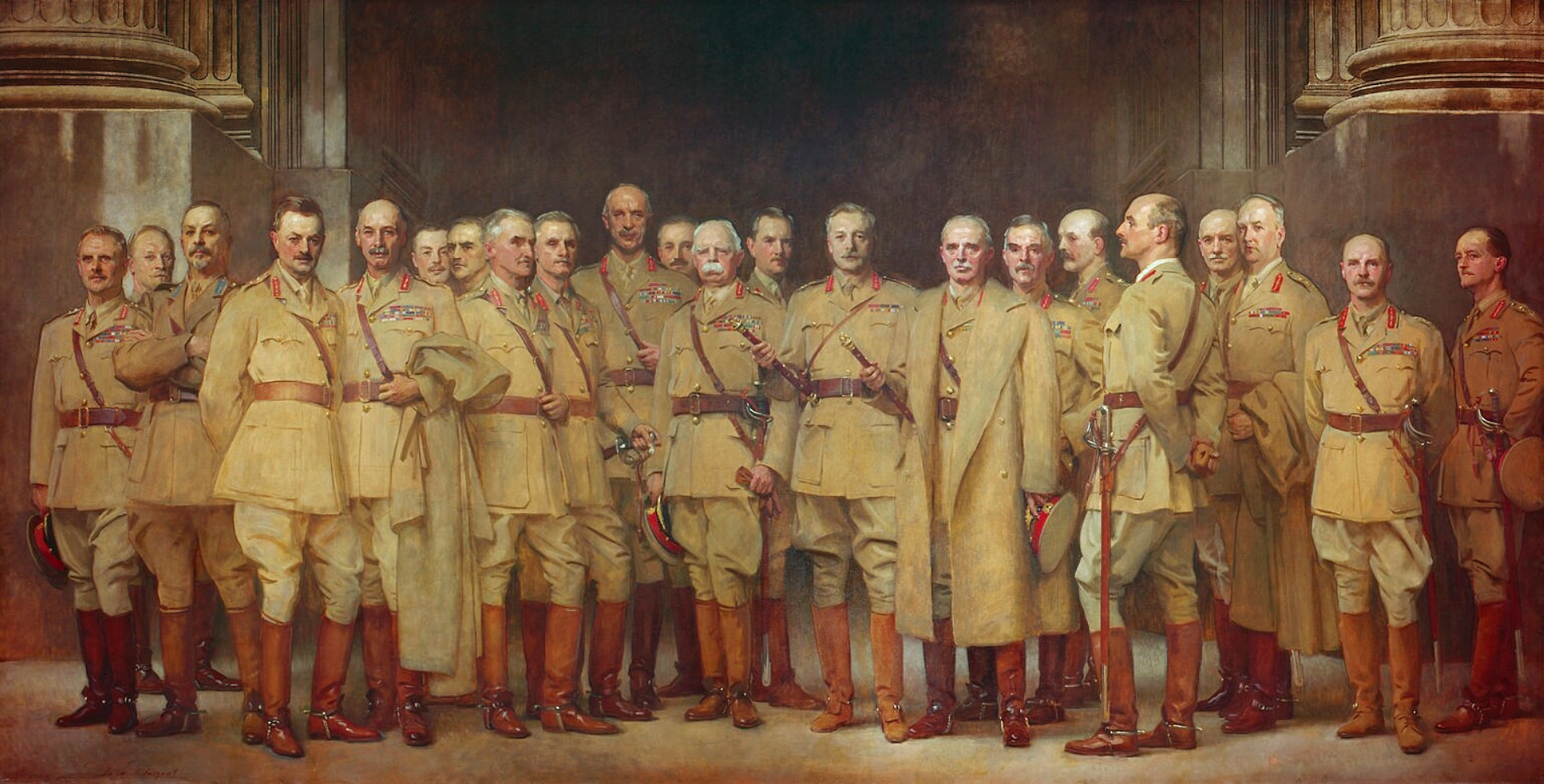
John Singer Sargent: General Officers of World War I